# Samia lunula
Samia lunula är en fjärilsart som beskrevs av Walker 1855. Samia lunula ingår i släktet Samia och familjen påfågelsspinnare. Inga underarter finns listade.